# Gostota sile
Gostota sile (redkeje prostorninska gostota sile, označba f in {\displaystyle {\mathcal {F}}\!\,}) je fizikalna intenzivna vektorska količina določena kot kvocient med prirastkom prostorsko porazdeljene sile in prostornino:
{\displaystyle \mathbf {f} ={\frac {\mathrm {d} \mathbf {F} }{\mathrm {d} V}}\!\,.}
Sila, ki je prostorsko porazdeljena, je na primer teža. Gostota sile ima enoto N/m3 ali kg·m·s2. Sorodna količina je tlak, ki je določen na enoto površine dela ploskve {\displaystyle \mathrm {d} S\!\,}:
{\displaystyle \mathbf {p} ={\frac {\mathrm {d} \mathbf {F} }{\mathrm {d} S}}\!\,.}
Razsežnost gostote sile je:
{\displaystyle f=M\cdot L^{-2}\cdot T^{-2}\!\,,}
kjer je {\displaystyle f\!\,} gostota sile, {\displaystyle M\!\,} masa, {\displaystyle L\!\,} dolžina in {\displaystyle T\!\,} čas.
Prostorsko porazdeljeno silo na telo se dobi, če se sešteje prispevke {\displaystyle \mathrm {d} \mathbf {F} \!\,} po vsej prostornini telesa:
{\displaystyle \mathbf {F} =\int \mathbf {f} \,\mathrm {d} V\!\,.}
Če je gostota sile po vsej prostornini konstantna, velja:
{\displaystyle \mathbf {f} ={\frac {\mathbf {F} }{V}}\quad {\hbox{in}}\quad \mathbf {F} =\mathbf {f} \,V\!\,.}
V teoriji elastičnosti je gostota sile divergenca Cauchyjevega napetostnega tenzorja:
{\displaystyle \mathbf {f} =\nabla \cdot {\boldsymbol {\sigma }}\!\,,}
ali po njegovih komponentah:
{\displaystyle f_{i}=\sum _{k}{\frac {\partial \sigma _{ik}}{\partial x_{k}}}\!\,.}

## Mehanika tekočin
V mehaniki tekočin je gostota sile negativni gradient tlaka:
{\displaystyle \mathbf {f} =-\nabla \mathbf {p} \!\,}
in predstavlja vektorsko polje gostote toka hidrostatične sile znotraj dela tekočine. Ustreza rezultanti sil na diferencialni prostorninski element {\displaystyle \mathrm {d} V\!\,}.
{\displaystyle \mathrm {d} \mathbf {F} =\mathbf {f} \,\mathrm {d} V\!\,.}
Gostota sile deluje na različne načine, kar je odvisno od robnih pogojev, ki lahko ali ne vključujejo trenja. Obstajata dve vrsti robnih pogojev, ki vplivata na gostoto sile – zdrs vzdolž palice in palični.
V obli v poljubnem polju z nestacionarnim tokom viskozne nestisljive tekočine za palične robne pogoje izračuni gostote sile vodijo do posplošitve Faxénovega izreka, ki izsili multipolne momente poljubnega reda.
V obli, ki se giblje v nestisljivi tekočini v nestacionarnem toku z mešanim robnim pogojem zdrsa vzdolž palice, gostota sile kaže izraz Faxénovega tipa za celotno silo, ne pa za celotni navor in simetrični dipolni moment sile.
Gostota sile v točki tekočine deljena z gostoto {\displaystyle \rho \!\,} je pospešek tekočine v tej točki:
{\displaystyle \mathbf {f} ={\rho }\,\mathbf {a} \!\,.}

## Klasična elektrodinamika
V električnem polju je gostota električne sile na naboj, ki je prostorsko porazdeljen z gostoto {\displaystyle \rho _{e}=\mathrm {d} e/\mathrm {d} V\!\,}, enaka:
{\displaystyle {\begin{aligned}\mathbf {f} &={\frac {\mathrm {d} \mathbf {F} }{\mathrm {d} V}}={\frac {\mathrm {d} e}{\mathrm {d} V}}\mathbf {E} \\&=\rho _{e}\mathbf {E} \!\,,\end{aligned}}}
kjer je {\displaystyle \mathbf {E} \!\,} jakost električnega polja.
V nehomogenem magnetnem polju z gostoto magnetnega polja {\displaystyle \mathbf {B} \!\,} gostota magnetne sile:
{\displaystyle {\frac {\mathrm {d} \mathbf {F} }{\mathrm {d} V}}=I\mathrm {d} \mathbf {I} \times {\frac {\mathbf {B} }{\mathrm {d} V}}={\frac {I}{S}}{\frac {\mathrm {d} I}{\mathrm {d} l}}\times \mathbf {B} \!\,}
ni konstantna. Tu je {\displaystyle \mathrm {d} V=S\,\mathrm {d} l\!\,} prostornina kratkega odseka vodnika z dolžino {\displaystyle \mathrm {d} l\!\,} in presekom {\displaystyle S\!\,}, {\displaystyle I/S=j_{e}\!\,} ploskovna gostota električnega toka in {\displaystyle \mathrm {d} \mathbf {I} /\mathrm {d} l\!\,} enotski vektor v smeri električnega toka {\displaystyle \mathbf {I} \!\,}. Tako je gostota magnetne sile enaka:
{\displaystyle \mathbf {f} =\mathbf {j} _{e}\times \mathbf {B} ;\qquad \left(\mathbf {j} _{e}={\frac {I}{S}}{\frac {\mathrm {d} I}{\mathrm {d} l}}\right)\!\,.}
V elektromagnetnem polju krajevna Lorentzeva sila izhaja iz gostote sile, ki jo povzroča učinek jakosti električnega polja na prostorninsko gostoto naboja {\displaystyle \rho _{e}\!\,} in gostote magnetnega polja {\displaystyle \mathbf {B} \!\,} na trenutno gostoto električnega toka {\displaystyle \mathbf {j} _{e}\!\,}:
{\displaystyle \mathrm {d} \mathbf {F} =\mathrm {d} e(\mathbf {E} +\mathrm {v} \times \mathbf {B} )\!\,,}
kar deljeno z {\displaystyle \mathrm {d} V\!\,} da:
{\displaystyle \mathbf {f} =\rho _{e}\,\mathbf {E} +\rho _{e}\mathbf {v} \times \mathbf {B} =\rho _{e}\,\mathbf {E} +\mathbf {j} _{e}\times \mathbf {B} ;\qquad \left(\mathbf {j} _{e}=\rho _{e}\mathbf {v} \right)\!\,.}
V klasični elektrodinamiki je gostota sile divergenca Maxwellovega napetostnega tenzorja:
{\displaystyle \mathbf {f} =\nabla \cdot {\boldsymbol {\sigma }}-\epsilon _{0}\mu _{0}{\frac {\partial \mathbf {S} }{\partial t}}\!\,.}